# マカオLRT
マカオLRT（中国語: 澳門輕軌、葡: Metro Ligeiro de Macau、英: Macau Light Rapid Transit）は中華人民共和国・マカオ特別行政区の新交通システム。マカオ唯一の鉄道である。

「LRT」という言葉は従来、ライトレールトランジット（次世代型路面電車）の略称を指す言葉として一般的であるが、マカオLRTでは軌道によらず、その高速性能（ラピッド・トランジット）から「Light Rapid Transit」の略称としてLRTという名称が使用されている。そのため当路線では特に併用軌道区間があったりするわけではなく、全線が高架または地下の区間となっている。路線構造としては東京のゆりかもめに近い物となっている。
2008年から現地調査が開始、三菱重工業が建設を受注し、建設費は46億8,800万パタカになると見込まれている。2019年12月10日にタイパ線のタイパ・フェリーターミナル駅から海洋駅にかけて、2023年12月には媽閣駅まで延伸開業、2024年11月1日分岐線である石排湾線が開業、同年12月2日に横琴線が開業した。

## 建設計画
マカオには従来から地下鉄などの鉄道輸送が検討されてきたが、具体化せず、鉄道空白地帯となっていた。マカオ内部の公共交通機関はバスとタクシーという道路利用を前提としたシステムであったため、交通渋滞により輸送の定時性に問題を内包していた。そこで鉄道を導入する運びとなり、軽軌鉄路計画は公共交通機関の定時制を改善すべく計画された。計画の主体は、マカオ特別行政区政府運輸基建弁公室であった。
2002年、マカオ政府は香港MTRに市内交通の研究業務を委託している。
当初は、下記の3区間に分けて計画された。
- 第一期 マカオ線 8.5 km（マカオ半島線（中国語版））
  - 関閘 - アウター・ハーバー・フェリーターミナル - 媽閣廟
- 第一期 タイパ線 12.5 km（タイパ線）
  - 媽閣廟 - タイパ島 - 蓮花口岸 - タイパ・フェリーターミナル
- 第二期 西北線 4.5 km （マカオ半島西線（中国語版））
  - 関閘 - 青洲 - 司打口 - 媽閣廟

車両基地の用地が確保できるタイパ線から着工された。その後、マカオ半島部の計画は延期された。

## 沿革
2010年4月12日、三菱重工、ドイツのシーメンスと中国本土の中国土木工程(CCECC)のコンソーシアム、カナダボンバルディアと本土の中国路橋工程(CRBC)のコンソーシアムが入札に応募し、三菱重工業が提案する香港国際空港（チェクラプコク空港）のほか、シンガポールやアメリカ合衆国の空港などへの納入実績がある新交通システム（オートメーテド・ピープル・ムーバー=APM）「クリスタルムーバー」が採用された。
2018年、路線の運営、管理は2024年12月まで港鉄軌道営運 (澳門)に委託されることとなった。2019年、LRT事業はマカオ政府が100%出資した澳門軽軌股份有限公司に移された。
2019年12月10日、最初の路線となるタイパ線の海洋駅 - タイパ・フェリーターミナル駅間が開業した。
2021年3月18日、タイパ線蓮花駅から、コタイ西岸の海峡を渡って横琴口岸の澳門口岸区に建設される横琴駅を結ぶ横琴線が着工。その後、横琴駅には出入境検査場が設置された。
2021年10月6日、タイパ線協和医院駅 - 石排湾駅間を結ぶ石排湾線の工事を着手。
2021年10月20日、欠陥が見つかった22キロボルト高圧ケーブルの全面交換に伴いタイパ線は半年間の運休となった。
2023年10月20日、関閘広場からマカオ半島の北東沿岸、マカオ半島東側の沖合に造成中の埋立地新城A区を経由し、海を越えてタイパ島北東部沖に造成中の埋立地新城E区を結び、タイパ・フェリーターミナル駅でタイパ線と接続する路線長約7.7キロの東線の建設が着手された。
2023年12月8日、媽閣駅 - 海洋駅間が延伸、タイパ線の全線が開通した。
2024年11月1日に石排湾線が、同年12月2日に横琴線 が開業し、横琴口岸を経て中国・珠海市及び珠海金湾空港方面の珠機都市間鉄道横琴駅に接続した。

### 将来
東線は、2028年の完成が予定されている。当初計画されていた、関閘から、アウター・ハーバー・フェリーターミナルを経由して媽閣廟に至るマカオ半島における旧来の市街地を結ぶマカオ半島線は、2023年末時点で具体的な建設計画がないため、中華人民共和国との玄関口である関閘からカジノ等の開発が進むタイパ島への輸送は、東線が先行する見込みである。

現用路線図、建設中および計画中の路線

また、マカオ半島線の媽閣駅と西湾駅は地下鉄駅、南湾駅は地上駅、残りは高架駅の予定であるが、アウター・ハーバー・フェリーターミナルから関閘までの線形問題は建設費・用地買収問題などで大きな論争を巻き起こしており、運輸・公共事業長官は、東部線の建設が実施されれば東線と平行する区間は中止されると述べた。すなわち、アウター・ハーバー・フェリーターミナルから関閘までの区間は建設せず、港澳珠大橋線に延伸し、東線と交差する駅で関閘方面からの客は乗り換えると言うものである。
その他、タイパ島北縁の埋立地を横断する、タイパ北線の建設も議論されている。

## 車両・設備・ダイヤ
車両
- 三菱重工業製のAGTが採用された[29]。
- 浜海巡航（中国語版） (Ocean Cruiser) と名付けられている。
- 車両基地であるタイパ軽軌車廠（中国語版）が、コタイ東駅、科大駅の間に建設された。
- 2両編成（2編成併結可能）、無人運転
- ゴムタイヤで走行する[16]。

駅
- 高架駅は採光と通風を考慮した設計である。
- エレベーターや視覚障害者を誘導するチャイムの設置といったバリアフリー設計である。
- 安全のためにホームドアが設置される
- 主要駅には広州 - 珠海を結ぶ「広珠都市間鉄道」など他の公共交通機関との乗り換え設備が整備される

運行
- ダイヤは 7.5 - 10分間隔
- 運行時間は6時30分から23時15分（平日）、23時59分（土休日）[30]
- 最高輸送人員は当初約8000人/時、順次14,100人/時まで引き上げる予定
- ICカード軽軌通（中国語版）の利用で通常運賃の半額となる。2022年5月より、澳門通でも乗車できるようになった。

信号・運行管理システム
- 京三製作所が開発したCBTCシステムであるIT-ATPを採用している[31][32]。

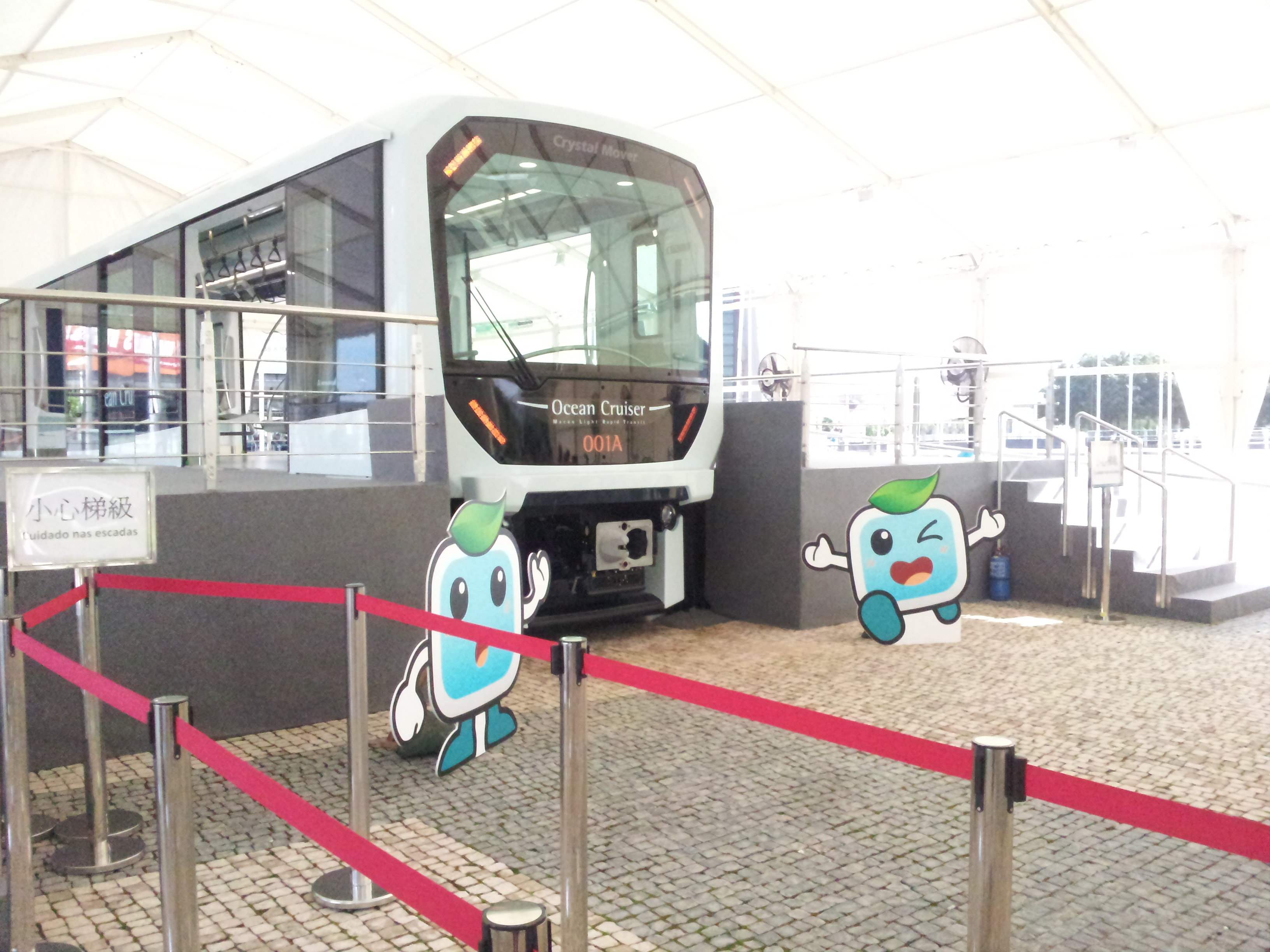
マカオLRTの車両
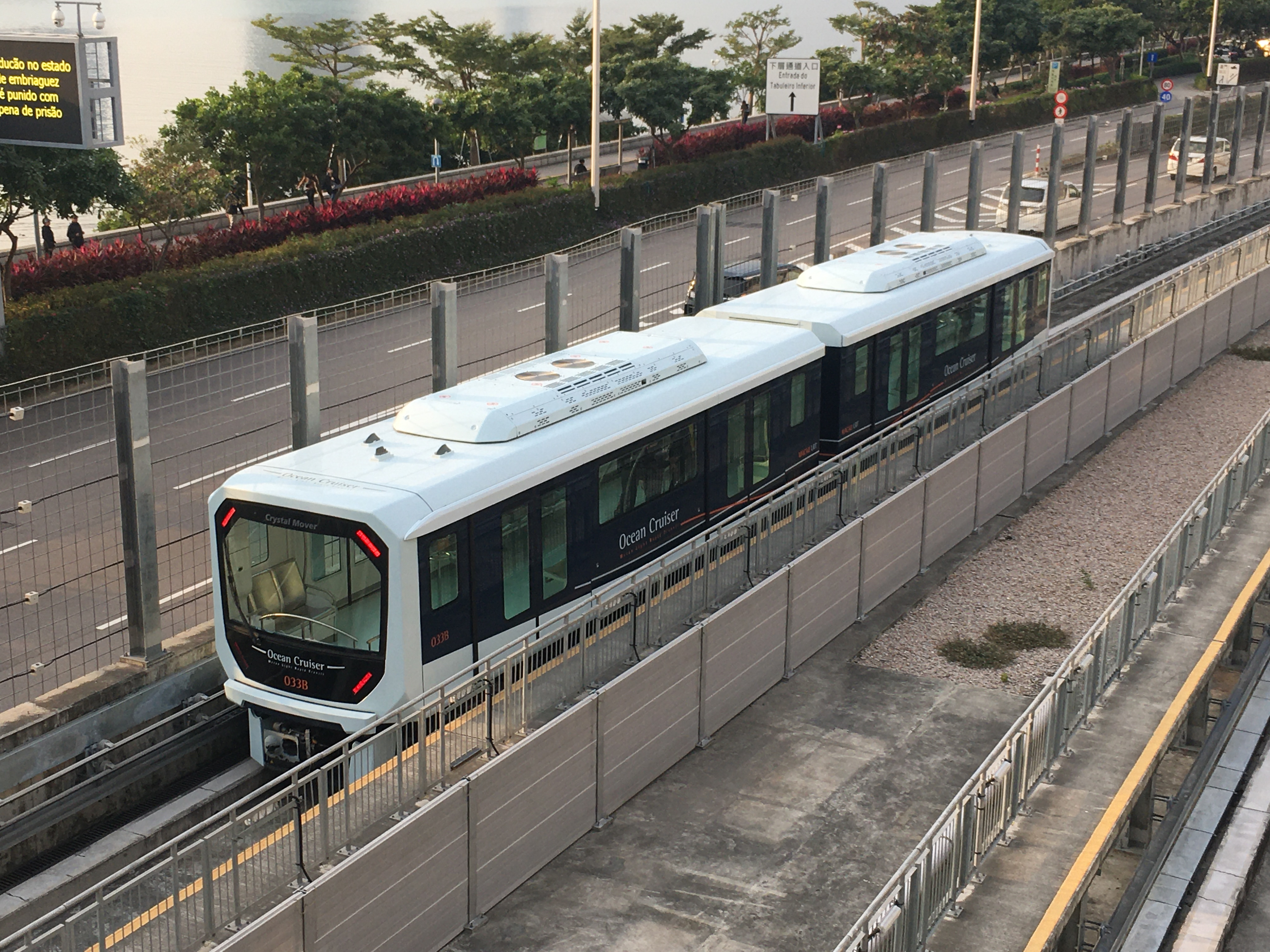
マカオLRTタイパ線

## 課題
- 高架橋建設による景観問題。
- 経由地がカジノ所在地が中心となっており、市民生活における利便性との乖離。
- 現在はタイパ島側にしか開通しておらず、旧市街地となるマカオ半島側には媽閣駅（中国語版）のみ開業している。

## 路線および駅

### タイパ線
全長12.5km、所要時間27分
- 2019年12月10日 : 海洋駅 - タイパ・フェリーターミナル駅間開業
- 2023年12月8日 : 媽閣駅 - 海洋駅間開業

| 駅情報 | 駅情報   | 駅名         | 駅名         | 駅名                       | 駅名                 | 駅舎 | 接続路線・備考                                  | 所在地     | 所在地 |
| 駅色   | 駅番号   | 日本語       | 繁体字中国語 | ポルトガル語               | 英語                 | 駅舎 | 接続路線・備考                                  | 所在地     | 所在地 |
| ------ | -------- | ------------ | ------------ | -------------------------- | -------------------- | ---- | ----------------------------------------------- | ---------- | ------ |
|        | 12       | 媽閣駅       | 媽閣站       | Barra                      | Barra                | 地下 | マカオ半島線 - 保留する マカオ半島西線 - 計画中 | マカオ半島 |        |
|        | 西湾大橋 |              |              |                            |                      |      |                                                 |            |        |
|        | 13       | 海洋駅       | 海洋站       | Oceano                     | Ocean                | 地上 |                                                 | タイパ島   |        |
|        | 14       | 馬会駅       | 馬會站       | Jockey Clube               | Jockey Club          | 高架 |                                                 | タイパ島   |        |
|        | 15       | 運動場駅     | 運動場站     | Estádio                    | Stadium              | 高架 |                                                 | タイパ島   |        |
|        | 16       | 排角駅       | 排角站       | Pai Kok                    | Pai Kok              | 高架 |                                                 | タイパ島   |        |
|        | 17       | コタイ西駅   | 路氹西站     | Cotai Oeste                | Cotai West           | 高架 |                                                 | コタイ     |        |
|        | 18       | 蓮花駅       | 蓮花站       | Lótus                      | Lotus                | 高架 | 横琴線                                          | コタイ     |        |
|        | 18A      | 協和医院駅   | 協和醫院站   | Hospital Union             | Union Hospital       | 高架 | 石排湾線                                        | コタイ     |        |
|        | 19       | 東亜運駅     | 東亞運站     | Jogos da Ásia Oriental     | East Asian Games     | 高架 |                                                 | コタイ     |        |
|        | 20       | コタイ東駅   | 路氹東站     | Cotai Leste                | Cotai East           | 高架 |                                                 | コタイ     |        |
|        | 21       | 科大駅       | 科大站       | UCTM                       | MUST                 | 高架 |                                                 | タイパ島   |        |
|        | 22       | 機場駅       | 機場站       | Aeroporto                  | Airport              | 高架 | マカオ国際空港                                  | タイパ島   |        |
|        | 23       | タイパ碼頭駅 | 氹仔碼頭站   | Terminal Marítimo da Taipa | Taipa Ferry Terminal | 高架 | タイパ・フェリーターミナル 東線 - 建設中        | タイパ島   |        |

### 石排湾線
全長1.6 km、2024年11月1日開業
| 駅情報 | 駅情報 | 駅名       | 駅名         | 駅名           | 駅名           | 駅舎 | 接続路線・備考 | 所在地   | 所在地 |
| 駅色   | 駅番号 | 日本語     | 繁体字中国語 | ポルトガル語   | 英語           | 駅舎 | 接続路線・備考 | 所在地   | 所在地 |
| ------ | ------ | ---------- | ------------ | -------------- | -------------- | ---- | -------------- | -------- | ------ |
|        | 18A    | 協和医院駅 | 協和醫院站   | Hospital Union | Union Hospital | 高架 | タイパ線       | コタイ   |        |
|        | 18B    | 石排湾駅   | 石排灣站     | Seac Pai Van   | Seac Pai Van   | 高架 |                | コロアネ |        |

### 横琴線
全長2.2 km、2024年12月2日開業
| 駅情報 | 駅情報 | 駅名   | 駅名         | 駅名         | 駅名    | 駅舎 | 接続路線・備考                | 所在地             | 所在地 |
| 駅色   | 駅番号 | 日本語 | 繁体字中国語 | ポルトガル語 | 英語    | 駅舎 | 接続路線・備考                | 所在地             | 所在地 |
| ------ | ------ | ------ | ------------ | ------------ | ------- | ---- | ----------------------------- | ------------------ | ------ |
|        | HE1    | 蓮花駅 | 蓮花站       | Lótus        | Lotus   | 高架 | タイパ線                      | コタイ             |        |
|        | HE2    | 横琴駅 | 橫琴站       | Hengqin      | Hengqin | 地下 | 横琴口岸 珠機都市間鉄道横琴駅 | 横琴粤澳深度合作区 |        |

### 建設中路線
東線
全長7.7 km、2028年完成予定、2029年開業予定、駅名は全て未定である。
| 駅情報 | 駅情報 | 駅名         | 駅名         | 駅名                                | 駅名                       | 駅舎 | 接続路線・備考                                                                      | 所在地     | 所在地 |
| 駅色   | 駅番号 | 日本語       | 繁体字中国語 | ポルトガル語                        | 英語                       | 駅舎 | 接続路線・備考                                                                      | 所在地     | 所在地 |
| ------ | ------ | ------------ | ------------ | ----------------------------------- | -------------------------- | ---- | ----------------------------------------------------------------------------------- | ---------- | ------ |
|        | ES0    | 青洲駅       | 青洲站       | Ilha Verde                          | Ilha Verde                 | 地下 | 青茂口岸                                                                            | マカオ半島 |        |
|        | ES1    | 関閘駅       | 關閘站       | Portas do Cerco                     | Border Gate                | 地下 | 関閘・拱北口岸 広珠都市間鉄道珠海駅 マカオ半島線 - 保留する マカオ半島西線 - 計画中 | マカオ半島 |        |
|        | ES2    | 東方明珠駅   | 東方明珠站   | Pérola Oriental                     | Pearl of the Orient        | 地下 |                                                                                     | マカオ半島 |        |
|        | ES3    | 北新城A区駅  | 新城A區北站  | Norte do Zona A dos Novos Aterros   | North Zone A of New Area   | 地下 |                                                                                     | 新城区     |        |
|        | ES4    | 中新城A区駅  | 新城A區中站  | Central do Zona A dos Novos Aterros | Central Zone A of New Area | 地下 | 港澳珠大橋線 - 保留する                                                             | 新城区     |        |
|        | ES5    | 南新城A区駅  | 新城A區南站  | Sul do Zona A dos Novos Aterros     | South Zone A of New Area   | 地下 |                                                                                     | 新城区     |        |
|        | ES6    | 新城E1区駅   | 新城E1區站   | Zona E1 dos Novos Aterros           | Zone E1 of New Area        | 地下 |                                                                                     | 新城区     |        |
|        | 23     | タイパ碼頭駅 | 氹仔碼頭站   | Terminal Marítimo da Taipa          | Taipa Ferry Terminal       | 高架 | 氹仔線 タイパ・フェリーターミナル                                                   | タイパ     |        |